# 信近エリ
信近 エリ（のぶちか えり、1985年8月3日 - ）は、日本の女性歌手、シンガーソングライター。

## 人物
福岡県出身。血液型はB型。家族構成は、両親と3歳年上の兄の3人。
生まれながらにして歌手になることへの意識は高く、既に物心ついた幼い時分から歌手になるものだと勝手に思い込んでいた、と自ら認めているほどである。歌い手としては、中学生時代にR&B、ブラックミュージックに傾倒していた頃に聴いたとされるローリン・ヒルなどの洋楽に影響されている。
趣味の中に読書を挙げており、好きな作家は村上春樹、太宰治など様々であることを自身のブログ他で明かしている。
ファッション、美容共に意識が高く、好きなブランドとして今までに「Alexander Wang」、「TOGA」、「sacai」、「plumpynuts」などを挙げている。

## 略歴
17歳の時にソニーミュージックが主催するオーディションにデモテープを応募するも、オーディション応募用紙に住所を書き忘れてしまう。その後、審査は見事に通過してオーディションに合格した。住所および連絡先が書かれていないことを知ったオーディション担当者が送られてきた消印と「信近」という特徴ある苗字を頼りに本人を捜し当てる。
後にレコード会社Sony Music Associated Recordsと契約するに至り、その才能が音楽プロデューサー、大沢伸一（MONDO GROSSO）の目に止まり、2004年12月8日、彼の運営するレーベルFEARLESS RECORDSよりデビュー曲「Lights」で正式にデビューが決定。
2005年12月に1stアルバム「nobuchikaeri」をリリース。
2007年12月には、ORANGE RANGEのリーダーNAOTOによるソロプロジェクトdelofamiliaの1stアルバム「Quiet life」に、メインヴォーカルとして参加。
2009年6月3日、自身の作品としては約3年半ぶりとなる2ndアルバム「hands」をリリース。この作品には、さかいゆう、大橋トリオ、高田漣、小島大介等がプロデューサーとして参加した。この作品を最後に6年間の休業期間に入る。
2015年、rhythm zoneと専属契約。所属事務所はrhythm zone内 JUSTA MUSIC。4月15日より放送が開始されたフジテレビの音楽番組「水曜歌謡祭」に水曜シンガーズとしてレギュラー出演。新作リリースに向けゲントウキ田中潤をプロデューサーに迎えた創作活動を開始していることが伝えられた。

## ディスコグラフィー

### アルバム
1. nobuchikaeri （2005年12月21日）
  - SING A SONG：トリンプ「VVish360℃」CMソング（ROSSOのチバユウスケ初の他人への提供詞）

### ミニアルバム
1. hands （2009年6月3日）
2. III -THREE- （2016年11月2日）

### シングル
1. Lights（2004年12月8日）
  - Lights：PSP専用ソフト「ルミネス」挿入曲／映画「深紅」主題歌／Webアニメ「FLAG」エンディングテーマ
  - I hear the music in my soul：PSP専用ソフト「ルミネス」挿入曲
2. Voice（2005年4月6日）
3. Sketch for Summer（2005年6月29日）
4. 鼓動（2005年12月7日）
  - mobilecast「mLink」CMソング

### リミックスアルバム
1. nobuchikaeri.rx （2006年5月10日）

### DVDシングル
1. 夢のかけら （2006年3月1日）
  - STUDIO 4℃によるオリジナル3DアニメーションのDVDシングル

### アナログ盤
- Lights（2004年11月3日）
- Voice（2005年5月18日）
- Sketch for Summer（2005年7月6日）
- 鼓動（2005年12月21日）
- nobuchikaeri.rx01（2006年5月24日）
- nobuchikaeri.rx02（2006年5月24日）
- nobuchikaeri.rx03（2006年5月24日）

### タイアップ
| タイトル | タイアップ先                                   |
| -------- | ---------------------------------------------- |
| 君の声を | NHK BSプレミアムドラマ『ふれなばおちん』挿入歌 |

## 出演

### テレビ
- 水曜歌謡祭（2015年4月15日 - 2015年9月2日、フジテレビ） - レギュラー出演。
- FNSうたの夏まつり2015（2015年7月29日、フジテレビ） - 水曜シンガーズ名義。

## 関連アーティスト
- 大沢伸一
- monday満ちる
- チバユウスケ
- さかいゆう
- 大橋トリオ
- 高田漣
- 沖仁
- 小島大介(Port of Notes)
- ゲントウキ